# Houeillès
Houeillès [wɛjɛs] est une commune du Sud-Ouest de la France, située dans le département de Lot-et-Garonne, en région Nouvelle-Aquitaine.

## Géographie

### Localisation
Située dans la partie lot-et-garonnaise des Landes de Gascogne en Pays de Lugues,  ancienne paroisse des Lugues sur le Ciron, l'ancienne route nationale 133 entre Marmande et Mont-de-Marsan et l'ancienne ligne de Marmande à Mont-de-Marsan à deux pas des Pyrénées et de l'Océan Atlantique. La commune est limitrophe du département des Landes en un seul point.

### Communes limitrophes
Les communes limitrophes sont Allons, Boussès, Fargues-sur-Ourbise, Pompogne, Sauméjan et Lubbon.
| Sauméjan | Pompogne                             |                     |
| Allons   | Houeillès                            | Fargues-sur-Ourbise |
|          | Lubbon (Landes) (par un quadripoint) | Boussès             |

### Climat
Pour des articles plus généraux, voir Climat de la Nouvelle-Aquitaine et Climat de Lot-et-Garonne.
Historiquement, la commune est exposée à un climat océanique aquitain.  
En 2020, Météo-France publie une typologie des climats de la France métropolitaine dans laquelle la commune est dans une zone de transition entre le climat océanique et le climat océanique altéré et est dans la région climatique Aquitaine, Gascogne, caractérisée par une pluviométrie abondante au printemps, modérée en automne, un faible ensoleillement au printemps, un été chaud (19,5 °C), des vents faibles, des brouillards fréquents en automne et en hiver et des orages fréquents en été (15 à 20 jours).
Pour la période 1971-2000, la température annuelle moyenne est de 12,8 °C, avec une amplitude thermique annuelle de 15,1 °C. Le cumul annuel moyen de précipitations est de 862 mm, avec 10,9 jours de précipitations en janvier et 6,8 jours en juillet. Pour la période 1991-2020, la température moyenne annuelle observée sur la station météorologique la plus proche, située sur la commune de Saint-Martin-Curton à 15 km à vol d'oiseau, est de 13,7 °C et le cumul annuel moyen de précipitations est de 867,2 mm,. Pour l'avenir, les paramètres climatiques de la commune estimés pour 2050 selon différents scénarios d’émission de gaz à effet de serre sont consultables sur un site dédié publié par Météo-France en novembre 2022.

## Urbanisme

### Typologie
Au 1er janvier 2024, Houeillès est catégorisée commune rurale à habitat dispersé, selon la nouvelle grille communale de densité à sept niveaux définie par l'Insee en 2022.
Elle est située hors unité urbaine. Par ailleurs la commune fait partie de l'aire d'attraction de Casteljaloux, dont elle est une commune de la couronne,. Cette aire, qui regroupe 14 communes, est catégorisée dans les aires de moins de 50 000 habitants,.

### Occupation des sols

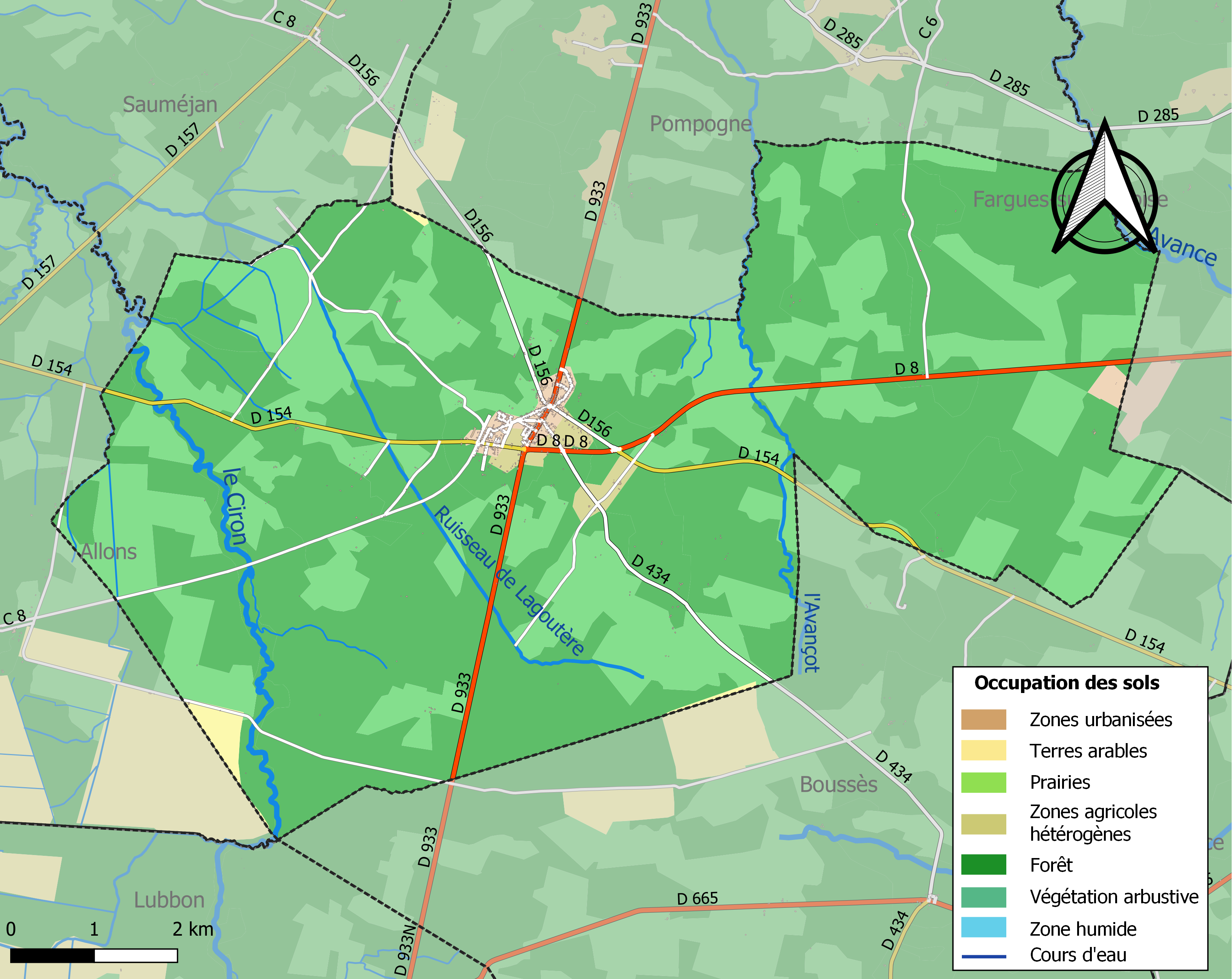
Carte des infrastructures et de l'occupation des sols de la commune en 2018 (CLC).

L'occupation des sols de la commune, telle qu'elle ressort de la base de données européenne d’occupation biophysique des sols Corine Land Cover (CLC), est marquée par l'importance des forêts et milieux semi-naturels (97,5 % en 2018), en diminution par rapport à 1990 (98,7 %). La répartition détaillée en 2018 est la suivante : 
forêts (64,5 %), milieux à végétation arbustive et/ou herbacée (32,9 %), zones agricoles hétérogènes (0,9 %), zones urbanisées (0,8 %), terres arables (0,6 %), zones industrielles ou commerciales et réseaux de communication (0,2 %). L'évolution de l’occupation des sols de la commune et de ses infrastructures peut être observée sur les différentes représentations cartographiques du territoire : la carte de Cassini (XVIIIe siècle), la carte d'état-major (1820-1866) et les cartes ou photos aériennes de l'IGN pour la période actuelle (1950 à aujourd'hui).

### Risques majeurs
Le territoire de la commune d'Houeillès est vulnérable à différents aléas naturels : météorologiques (tempête, orage, neige, grand froid, canicule ou sécheresse), inondations, feux de forêts, mouvements de terrains et séisme (sismicité très faible). Il est également exposé à un risque technologique,  le transport de matières dangereuses. Un site publié par le BRGM permet d'évaluer simplement et rapidement les risques d'un bien localisé soit par son adresse soit par le numéro de sa parcelle.

#### Risques naturels
Certaines parties du territoire communal sont susceptibles d’être affectées par le risque d’inondation par une crue à  débordement lent de cours d'eau, notamment l'Avançot, l'Avance, le Ruisseau de Lagoutère et le Ciron. La commune a été reconnue en état de catastrophe naturelle au titre des dommages causés par les inondations et coulées de boue survenues en 1982, 1999, 2009 et 2018,.
Houeillès est exposée au risque de feu de forêt. Depuis le 20 avril 2016, les départements de la Gironde, des Landes et de Lot-et-Garonne disposent d’un règlement interdépartemental de protection de la forêt contre les incendies. Ce règlement vise à mieux prévenir les incendies de forêt, à faciliter les interventions des services et à limiter les conséquences, que ce soit par le débroussaillement, la limitation de l’apport du feu ou la réglementation des activités en forêt. Il définit en particulier cinq niveaux de vigilance croissants auxquels sont associés différentes mesures,.
Les mouvements de terrains susceptibles de se produire sur la commune sont des tassements différentiels.

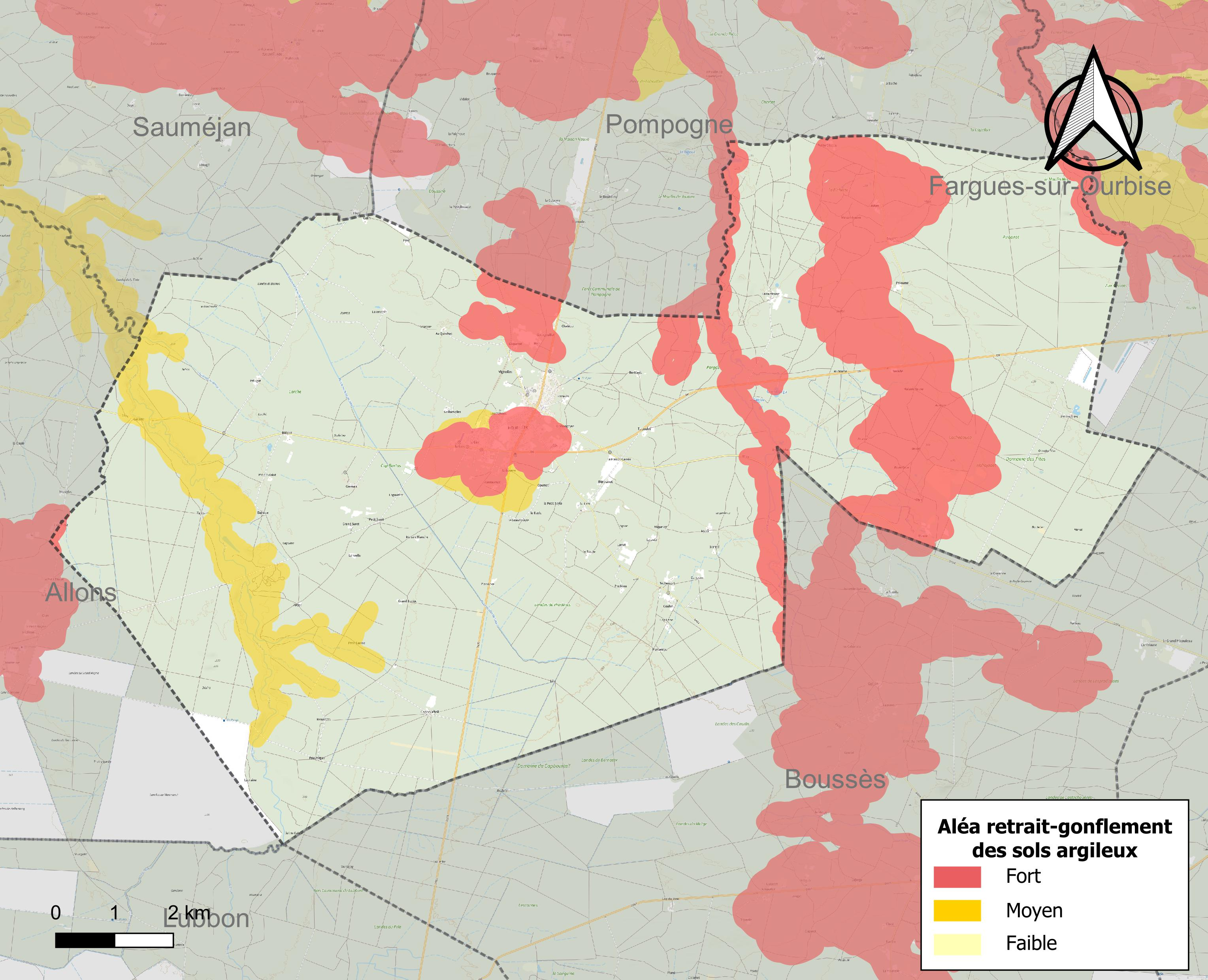
Carte des zones d'aléa retrait-gonflement des sols argileux d'Houeillès.

Le retrait-gonflement des sols argileux est susceptible d'engendrer des dommages importants aux bâtiments en cas d’alternance de périodes de sécheresse et de pluie. 21,7 % de la superficie communale est en aléa moyen ou fort (91,8 % au niveau départemental et 48,5 % au niveau national). Depuis le 1er octobre 2020, en application de la loi ELAN, différentes contraintes s'imposent aux vendeurs, maîtres d'ouvrages ou constructeurs de biens situés dans une zone classée en aléa moyen ou fort,.
Concernant les mouvements de terrains, la commune a été reconnue en état de catastrophe naturelle au titre des dommages causés par la sécheresse en 2003, 2011 et 2017 et par des mouvements de terrain en 1999.

## Toponymie
Houeillès étant en Gascogne, la plupart des lieux-dits y sont explicables par le gascon, par exemple Paloumé, Lagumieche, Broustets, Pouy négre, Tucoulet, Pargot, le Surret, le Brana...

## Histoire
En 1944 :
- le 13 juin, bombardement d'Houeillès par un avion allemand fait un mort.
- le 14 juin, bombardement d'Houeillès par trois avions allemands fait également un tué.
- le 20 juin, arrivée des soldats allemands dans le bourg et exécutions de cinq civils et deux maquisards alsaciens, portant à neuf le nombre de victimes.

## Politique et administration
| Période                                  | Période   | Identité          | Étiquette | Qualité                                                              |
| ---------------------------------------- | --------- | ----------------- | --------- | -------------------------------------------------------------------- |
| octobre 1947                             |           | Robert Lacoste    | PCF       | Conseiller général du canton de Houeillès (1934-1940) et (1945-1973) |
| avant 1988                               | mars 1989 | Gilbert Caubet    | PCF       |                                                                      |
| mars 1989                                | mars 2008 | Michel Couture    | PCF       | Retraité                                                             |
| mars 2008                                | mars 2014 | Jacques Ledieu    | SE        | Retraité                                                             |
| mars 2014                                | En cours  | Chrystel Colmagro | DVG       |                                                                      |
| Les données manquantes sont à compléter. |           |                   |           |                                                                      |

## Démographie
L'évolution du nombre d'habitants est connue à travers les recensements de la population effectués dans la commune depuis 1793. Pour les communes de moins de 10 000 habitants, une enquête de recensement portant sur toute la population est réalisée tous les cinq ans, les populations de référence des années intermédiaires étant quant à elles estimées par interpolation ou extrapolation. Pour la commune, le premier recensement exhaustif entrant dans le cadre du nouveau dispositif a été réalisé en 2008.

En 2022, la commune comptait 550 habitants, en évolution de −4,51 % par rapport à 2016 (Lot-et-Garonne : −0,18 %, France hors Mayotte : +2,11 %).
| 1793 | 1800 | 1806 | 1821 | 1831  | 1836 | 1841 | 1846 | 1851 |
| ---- | ---- | ---- | ---- | ----- | ---- | ---- | ---- | ---- |
| 691  | 691  | 626  | 600  | 1 097 | 982  | 812  | 916  | 922  |

| 1856 | 1861  | 1866  | 1872 | 1876  | 1881  | 1886  | 1891  | 1896  |
| ---- | ----- | ----- | ---- | ----- | ----- | ----- | ----- | ----- |
| 960  | 1 044 | 1 109 | 970  | 1 024 | 1 047 | 1 075 | 1 252 | 1 187 |

| 1901  | 1906  | 1911  | 1921  | 1926  | 1931 | 1936 | 1946 | 1954 |
| ----- | ----- | ----- | ----- | ----- | ---- | ---- | ---- | ---- |
| 1 123 | 1 191 | 1 259 | 1 176 | 1 000 | 967  | 878  | 927  | 747  |

| 1962 | 1968 | 1975 | 1982 | 1990 | 1999 | 2006 | 2008 | 2013 |
| ---- | ---- | ---- | ---- | ---- | ---- | ---- | ---- | ---- |
| 757  | 744  | 723  | 708  | 634  | 643  | 640  | 637  | 578  |

| 2018 | 2022 | - | - | - | - | - | - | - |
| ---- | ---- | - | - | - | - | - | - | - |
| 562  | 550  | - | - | - | - | - | - | - |

## Lieux et monuments
- L'église Notre-Dame, fortifiée, du XIIIe siècle et XVIe siècle[28] ;
- Église Sainte-Quitterie de Jautan (elle était sous la dédicace de saint Martin avant la Révolution)[29] ;
- Mottes féodales de Larché et Jautan ;
- Monument aux morts ;
- Forêt des Landes ;
- Étang.

## Personnalités liées à la commune
- Etienne Jean Gaspard Mondineu (ou Mondieu) (1872-1940) : peintre.
- Robert Lacoste (1900-1982) : syndicaliste.
- Pierre Lacroix (1935-2019) :  joueur de rugby